# Alt Tellin
Alt Tellin er en by og kommune i det nordøstlige Tyskland, beliggende i Amt Jarmen-Tutow i den nordvestlige del af Landkreis Vorpommern-Greifswald. Landkreis Vorpommern-Greifswald ligger i delstaten Mecklenburg-Vorpommern. Ind til 31. december 2004 var kommunen en del af Amt Tutow.

## Geografi
Alt Tellin ligger 12 kilometer sydvest for Jarmen og 16 kilometer sydøst for Demmin. Vandløbet Tollense løber gennem kommunen. Den del af kommunens areal der ligger nord for Tollense er omkring 20 moh., mens den sydlige del af kommunen ligger 50-60 meter over havet.

### Inddeling
| Landsbyer og bebyggelser - Alt Tellin - Broock - Buchholz - Hohenbüssow | - Neu Buchholz - Neu Tellin - Siedenbüssow |

### Nabokommuner
Nabokommuner er Kruckow mod nord, byen Jarmen mod nordøst, Daberkow mod øst, Golchen mod syd, Steinmocker mod sydvest og Utzedel mod nordvest.

## Eksterne kilder og henvisninger
- Wikimedia Commons har flere filer relateret til Alt Tellin
- Byens side Arkiveret 23. april 2017 hos  Wayback Machine på amtets websted
- Befolkningsstatistik Arkiveret 23. april 2017 hos  Wayback Machine